# 5 Years 5 Wolves 5 Souls
『5 Years 5 Wolves 5 Souls』（ファイブ・イヤーズ ファイブ・ウルフズ ファイブ・ソウルズ）は、2015年1月1日に日本クラウンから発売されたMAN WITH A MISSIONの1作目のベスト・アルバム。

## 概要
MAN WITH A MISSIONの5周年記念ベスト・アルバムで、インディーズデビューからの5年間に発表した曲を、レコード会社の枠を超えて収録している。初回限定盤は“5"周年にちなんで“55,555"枚の限定生産となっており、特典として5周年記念ロゴキーホルダーが付属している。
2015年10月19日には、アルバム全13曲の楽譜が収録されたバンドスコア『5 Years 5 Wolves 5 Souls』が発売されている。

## 収録曲
1. Emotions - [4:42]
作詞：Kamikaze Boy, Jean-Ken Johnny　作曲：Kamikaze Boy
  - 2ndシングル
2. FROM YOUTH TO DEATH - [4:01]
作詞・作曲：Kamikaze Boy
  - 2ndアルバム『MASH UP THE WORLD』収録曲
3. DANCE EVERYBODY - [3:48]
作詞・作曲：Jean-Ken Johnny
  - 1stアルバム『MAN WITH A MISSION』収録曲
4. database feat. TAKUMA（10-FEET） - [3:58]
作詞：Kamikaze Boy, Jean-Ken Johnny, TAKUMA　作曲：Kamikaze Boy
  - 3rdシングル
5. フォーカスライト - [4:43]
作詞・作曲：Jean-Ken Johnny
  - 1stシングルカップリング
6. FLY AGAIN - [4:10]
作詞：Kamikaze Boy, Jean-Ken Johnny　作曲：Kamikaze Boy
  - インディーズシングルカップリング
7. Feel and Think - [3:58]
作詞：Jean-Ken Johnny　作曲：E.D.Vedder
  - 2ndミニアルバム『Trick or Treat e.p.』収録曲
8. distance - [4:18]
作詞：Kamikaze Boy, Jean-Ken Johnny　作曲：Kamikaze Boy
  - 1stシングル
9. PANORAMA RADIO - [4:30]
作詞・作曲：Jean-Ken Johnny
  - 1stミニアルバム『WELCOME TO THE NEWWORLD』収録曲
10. Get Off of My Way - [3:39]
作詞・作曲：Jean-Ken Johnny
  - 2ndアルバム『MASH UP THE WORLD』収録曲
11. Wake Myself Again - [4:21]
作詞・作曲：Jean-Ken Johnny
  - 配信限定1stシングル
12. DON'T LOSE YOURSELF - [4:36]
作詞：Kamikaze Boy, Jean-Ken Johnny　作曲：Kamikaze Boy
  - 1stミニアルバム『WELCOME TO THE NEWWORLD』収録曲
13. RAIN OF JULY - [5:20]
作詞・作曲：Jean-Ken Johnny
  - 1stアルバム『MAN WITH A MISSION』収録曲

## タイアップ
Emotions
- 映画『HK 変態仮面』主題歌
- 北海道テレビ『NO MATTER BOARD 2012-2013』3月度エンディングテーマ
- テレビ朝日『お願い!ランキング』エンディングテーマ
- 地方競馬全国協会 JBC2022スペシャル・プロモーション・ビデオ、テレビCM『Get Emotion 響け。』篇

FROM YOUTH TO DEATH
- 日本テレビ系『ハッピーMusic』2012年7月度オープニングテーマ

database feat. TAKUMA（10-FEET）
- NHKEテレアニメ『ログ・ホライズン』オープニングテーマ

FLY AGAIN
- AbemaTV『独占生中継！亀田家大復活の日！和毅×メディナWBC世界Sバンタム級暫定王座決定戦』主題歌

Get Off of My Way
- ゲロルシュタイナー 音楽プロジェクト『GEROCK』

Wake Myself Again
- 映画『JUDGE/ジャッジ』主題歌
- PlayStation 3専用ゲームソフト『ロスト プラネット 3』イメージソング

DON'T LOSE YOURSELF
- アニメ映画『劇場版 ひらがな男子 〜序〜』挿入歌